# 이데일리
이데일리(영어: edaily)는 2000년 3월 28일에 인터넷 신문으로 창간한 대한민국의 경제지이다. 이통사 결제 사업을 하는 KG그룹의 자회사이다. 2020년 기준으로 대표이사는 이익원이며, 매출액은 314억 4,232만원 전체 임직원 수는 총 246명이다. 미국 뉴욕, 중국 베이징에 특파원을 파견하여 현지 뉴스를 전송하고 있다. 2012년 10월 4일부터는 유료 종이 신문(대판)도 발행하고 있다. 그리고 이데일리TV를 운영하는데 2001년 MCN드라마로 출범했다가 2003년 채널명을 변경해 고전-외국 드라마를 재방영해 온 DTN 드라마를 2007년 인수하여 탄생시켰다.

## 주주
- KG에코솔루션
- KG이니시스
- KG케미칼